# Bloch Editores
Bloch Editores, también conocida como Editora Bloch, fue una editorial brasileña fundada en 1952 y disuelta en el 2000 perteneciente al Grupo Bloch. Tenía como principal publicación la revista Manchete, una de las publicaciones principales de la segunda mitad del siglo XX además de ser la publicación que dio origen a la empresa. Actualmente, los títulos de la Bloch pertenecen a Manchete Editora, que en la actualidad sólo publica la revista Pais&Filhos.